# 금오로 (양산시)
금오로(Geumo-ro)은 경상남도 양산시 물금읍 범어리와 동면 석산리를 연결하는 도로이다.

## 노선 경로
- 삼거리 명칭 미상 - 양산대로 (국도 제35호선)
- 삼거리 명칭 미상 - 황산로 (지방도 제1022호선)